# Bohdan Fedorowicz Sapieha
Pour les articles homonymes, voir Bohdan Sapieha et Maison Sapieha.
Bohdan Fedorowicz Sapieha, mort en 1603, membre de la famille Sapieha, castellan de Kiev (1566).

## Biographie
Bohdan Fedorowicz Sapieha est le fils de Fiodor Bohdanowicz Sapieha (°~1490 - avant 1534) et de Maryna Lewkówna

## Mariage et descendance
Il épouse Katarzyna Kuncewiczówna qui lui donne pour enfants :
- Jan ;
- Anna ;
- Zofia.

## Sources
- (lt) Cet article est partiellement ou en totalité issu de l’article de Wikipédia en lituanien intitulé « Bogdanas Teodoras Sapiega » (voir la liste des auteurs).

- (pl) Cet article est partiellement ou en totalité issu de l’article de Wikipédia en polonais intitulé « Bohdan Fedorowicz Sapieha » (voir la liste des auteurs).